# IAR 23
Lo IAR 23 fu un aereo da turismo leggero multiruolo, monomotore, monoplano ad ala bassa, sviluppato dall'azienda aeronautica rumena Industria Aeronautică Română (IAR) negli anni trenta e rimasto allo stadio di prototipo.
Inizialmente progettato come aereo da caccia leggero, non riuscì a soddisfare le specifiche richieste risultando sottopotenziato per cui l'azienda rumena ne ricavò una variante adatta al mercato dell'aviazione generale.